# Rothenbach
Rothenbach település Németországban, Rajna-vidék-Pfalz tartományban. Lakosainak száma 921 fő (2023. december 31.).

## Népesség
A település népességének változása:
| Lakosok száma | 856  | 883  | 902  | 908  | 909  | 921  |
|               | 1975 | 2017 | 2019 | 2021 | 2022 | 2023 |